# Oreinotinus pichinchensis
Oreinotinus pichinchensis là một loài thực vật có hoa trong họ Kim ngân. Loài này được (Benth.) Oerst. mô tả khoa học đầu tiên năm 1861.